# 杨扬 (1973年)
杨扬（1973年9月—），女，中华人民共和国外交官，现任中华人民共和国驻圭亚那合作共和国特命全权大使。

## 生平
杨扬曾任驻泰国大使馆政务参赞。2021年，任外交部涉外安全事务司副司长。2025年4月，出任中华人民共和国驻圭亚那大使。